# Festival glumca
Festival glumca je 1994. godine pokrenulo Hrvatsko društvo dramskih umjetnika (HDDU) i od tada se redovno odvija svake godine u gradovima Vukovarsko-srijemske županije (Vinkovci, Ilok, Vukovar, Županja, Otok).
Nagrade nose ime po hrvatskim glumcima Fabijanu Šovagoviću, Ivi Ficiju, Mati Ergoviću, Vanji Drachu i Nevenki Filipović.

## Dosadašnji dobitnici

### NagradaFabijan Šovagovićza najbolju žensku ulogu/uloge
- 1994.: Neva Rošić, Nada Subotić
- 1995.: Neva Rošić
- 1996.: Vlasta Knezović
- 1997.: Barbara Rocco
- 1998.: Katarina Bistrović-Darvaš
- 1999.: Doris Šarić-Kukuljica
- 2000.: Alma Prica, Ksenija Prohaska
- 2001.: Mladena Gavran, Dubravka Crnojević Carić
- 2002.: Edita Majić, Daria Lorenci
- 2003.: Mladena Gavran, Daria Lorenci
- 2004.: Jagoda Kralj, Elizabeta Kukić
- 2005.: Anja Šovagović-Despot, Vanja Ćirić
- 2006.: Andreja Blagojević, Tatjana Bertok Zupković
- 2007.: Alma Prica, Bruna Bebić-Tudor
- 2008.: Nela Kocsis, Tatjana Feher, Nikolina Marić
- 2009.: Olga Pakalović, Judita Franković
- 2010.: Slavica Knežević, Barbara Nola
- 2011.: Ljiljana Bogojević, Nataša Janjić
- 2012.: Marija Sekelez, Natalija Đorđević, Anja Šovagović-Despot
- 2013.: Jasna Palić-Picukarić, Anastasija Jankovska
- 2014.: Jasna Palić-Picukarić, Nela Kocsis
- 2015.: Mladena Gavran, Nataša Janjić
- 2016.: Nela Kocsis, Anja Šovagović-Despot
- 2017.: Mia Krajcar, Ecija Ojdanić
- 2018.: Antonija Stanišić, Petra Kovačić Pavlina
- 2019.: Olga Pakalović, Ana Vilenica
- 2020.: Linda Begonja, Ana Marija Veselčić
- 2021.: Petra Dugandžić, Ornela Vištica
- 2022.: Linda Begonja, Nina Violić
- 2023.: Olivera Baljak, Arijana Čulina
- 2024.: Bojana Gregorić, Irena Tereza Prpić
- 2025.: Nadežda Perišić Radović, Judita Franković

### NagradaFabijan Šovagovićza najbolju mušku ulogu/uloge
- 1994.: Tomislav Lipjin
- 1995.: Vili Matula
- 1996.: Zvonimir Zoričić
- 1997.: Ljubomir Kerekeš
- 1998.: Ljubomir Kerekeš
- 1999.: Pero Kvrgić
- 2000.: Željko Vukmirica, Hrvoje Zalar
- 2001.: Zdenko Botić, Alen Liverić
- 2002.: Zoran Pokupec, Krešimir Mikić
- 2003.: Stojan Matavulj, Hrvoje Barišić
- 2004.: Zoran Pokupec, Rakan Rushaidat
- 2005.: Dragan Despot, Draško Zidar
- 2006.: Mirko Soldano, Boris Svrtan
- 2007.: Mustafa Nadarević, Ante Čedo Martinić
- 2008.: Tomislav Tipjin, Frane Perišin
- 2009.: Rakan Rushaidat, Amar Bukvić
- 2010.: Krešimir Mikić, Joško Ševo
- 2011.: Siniša Popović, Rene Medvešek
- 2012.: Rene Bitorajac, Tarik Filipović, Rakan Rushaidat
- 2013.: Boris Svrtan, Nenad Srdelić
- 2014.: Marko Torjanac, Filip Juričić
- 2015.: Ivan Brkić, Marko Torjanac
- 2016.: Marko Torjanac, Joško Ševo
- 2017.: Željko Konigskneck, Vinko Kraljević
- 2018.: Goran Koši, Borko Perić
- 2019.: Filip Križan, Siniša Popović
- 2020.: Vladimir Andrić, Goran Grgić
- 2021.: Trpimir Jurkić, Ronald Žlabur
- 2022.: Hrvoje Kečkeš, Siniša Popović
- 2023.: Davor Jureško, Ivan Simon
- 2024.: Ivan Ćaćić, Vedran Dakić
- 2025.: Matija Čigir, Ivan Ćaćić

### NagradaIvo Ficiza najboljeg mladog glumca/glumicu do 28 godina
- 1994.: Adrijana Vicković
- 1995.: Marko Torjanac
- 1996.: Nina Violić
- 1997.: Rene Bitorajac
- 1998.: Dražen Šivak
- 1999.: Nataša Dangubić
- 2000.: Ivana Boban
- 2001.: Srđana Šimunović
- 2002.: Dora Polić
- 2003.: Olga Pakalović
- 2004.: Antonija Stanišić
- 2005.: Renata Sabljak
- 2006.: Nataša Janjić
- 2007.: Csilla Barath Bastaić
- 2008.: Filip Juričić, Amar Bukvić
- 2009.: Živko Anočić
- 2010.: Ana Maras, Maja Posavec
- 2011.: Mladen Kovačić
- 2012.: Lana Helena Hulenić
- 2013.: Nikša Arčanin
- 2014.: Slaven Španović
- 2015.: Erna Rudnički
- 2016.: Pero Eranović
- 2017.: Aneta Matulić
- 2018.: Robert Španić
- 2019.: Dominik Karakašić
- 2020.: Bernard Tomić
- 2021.: Josip Ledina
- 2022.: Domagoj Ivanković
- 2023.: Luka Knez
- 2024.: Dominik Karaula
- 2025.: Zdravko Vukelić

### NagradaNada Subotićza najbolju mladu glumicu do 28 godina
- 2018.: Tesa Litvan
- 2019.: Matea Marušić
- 2020.: Monika Vuco Carev
- 2021.: Josipa Anković
- 2022.: Dea Presečki
- 2023.: Lucija Dujmović
- 2024.: Mateja Tustanovski
- 2025.: Monika Duvnjak

### Nagrada za najbolju monodramu
- 1996.: Božidar Orešković
- 1997.: Zvonimir Zoričić
- 1998.: Darko Ćurdo
- 1999.: Vili Matula

### Posebno priznanjeMato Ergovićza glumačko ostvarenje
- 2013.: Jerko Marčić

### NagradaVanja Drachza najbolju predstavu u cjelini
- 2001.: Elvis Bošnjak: Otac, r: Nenni Delmestre, HNK Split
- 2002.: Rene Medvešek: Brat magarac, r: Rene Medvešek, ZKM
- 2003.: Angelo Beolc: Muškardin, r: Davor Mojoš, HNK Ivana pl. Zajca, Rijeka
- 2004.: Nikolaj Vladimirović Koljada: Kokoš, r: Dražen Ferenčina, HNK Varaždin
- 2005.: Slavko Kolar: Svoga tela gospodar, r: Želimir Mesarić, GK Komedija
- 2006.: Rene Medvešek: Vrata do, r: Rene Medvešek, ZKM
- 2007.: Saša Anočić: Smisao života gospodina Lojtrice, r: Saša Anočić, KNAPP
- 2008.: Janusz Glowacki: Četvrta sestra, r: Samo M. Strelec, GDK Gavella
- 2009.: Amir Bukvić: Djeca sa CNN-a, r: Aida Bukvić, GD Histrion
- 2010.: Mate Matišić: Balon, r: Mislav Brečić, Teatar 2000/Teatar Exit
- 2011.: John Buchan/Alfred Hitchcock/Patrick Barlow: 39 stepenica, r: Franka Perković, Ludens Teatar/Kazalište Virovitica/HK Pećuh
- 2012.: Oliver Frljić: Mrzim istinu!, r. Oliver Frljić, Teatar &TD
- 2013.: Elvis Bošnjak: Srce veće od ruku, r. Trpimir Jurkić, PlayDrama
- 2014.: Olja Lozica: Sada je, zapravo, sve dobro, r. Olja Lozica, ZKM
- 2015.: Marijan Gubina: 260 dana, r. Dražen Ferenčina, HNK Osijek
- 2016.: Mate Matišić: Bljesak zlatnog zuba, r. Zoran Mužić, GK Komedija
- 2017.: Kay Pollak: Kao na nebu, r. Rene Medvešek, GDK Gavella
- 2020.: Una Vizek: Ja od jutra nisam stao, r. Nana Šoljev, SK Kerempuh
- 2021.: Ivana Bodrožić: Hotel Zagorje, r. Anica Tomić, GDK Gavella
- 2023.: Petra Pleše i Vanja Jovanović: Mala zabava, r. Vanja Jovanović, Teatar &TD
- 2024.: Marko Torjanac: Tere i Luce, r. Marko Torjanac, Planet Art

### NagradaNevenka Filipovićza glumačko lutkarsko ostvarenje
- 2008.: Hrvoje Zalar
- 2009.: Ansambl predstave Pepeljuga
- 2010.: Jasmina Žiljak
- 2011.: Pero Juričić
- 2012.: Ansambl predstave Mala djeca, veliki ljudi, DK Dubrava
- 2013.: Berislav Tomičić
- 2014.: Luka Dragić
- 2015.: Danijel Radečić
- 2017.: Dječje kazalište Branka Mihaljevića
- 2018.: Edi Ćelić
- 2019.: Ansambl predstave Nikomu pravo autorice i redateljice Ane Prolić u produkciji Kazališta lutaka Zadar
- 2020.: Matija Šakoronja
- 2021.: Buga Marija Šimić
- 2020.: Amanda Prenkaj
- 2023.: Zdenka Šustić
- 2024.: Jadran Grubišić
- 2025.: Lino Brozić